# آتان‌اوغلو (بورچکا)
آتان‌اوغلو (به ترکی استانبولی: Atanoğlu) یک منطقهٔ مسکونی در ترکیه است که در بورچکا واقع شده‌است. آتان‌اوغلو ۲۸۶ نفر جمعیت دارد.